# Октавий Мамилий
Октавий Мамилий (лат. Octavius Mamilius; ум. 499 или 496 до н. э.) — правитель Тускула и руководитель Латинского союза в период Первой Латинской войны.
Вероятно, является историческим лицом, но подробности его политической деятельности, скорее всего, вымышлены или самим Дионисием Галикарнасским, или авторами, на которых он опирался.
Согласно римской традиции, был правителем Тускула и наиболее влиятельным среди латинских лидеров. По преданию, происходил от основателя Тускула — Телегона — сына Одиссея и Цирцеи. Был зятем и союзником Тарквиния Гордого ещё во время реорганизации Латинского союза, предпринятой этим царем.
Дионисий рассказывает, что Мамилий вместе с Тарквинием Гордым присоединился к Порсенне, осаждавшему Рим. В сражении с римлянами он командовал правым флангом. Когда царь Клузия начал переговоры с римлянами, Тарквиний и Мамилий пытались их сорвать, и были изгнаны из лагеря. После заключения мира между Порсенной и римлянами Тарквиний укрылся в Тускуле, а Мамилий продолжил войну, совершая набеги на римскую территорию.
Поскольку этруски под командованием сына Порсенны Аррунта продолжили военные действия в Лации, Тускул вместе с Арицией, Анцием и кумскими греками образовал коалицию, которая нанесла захватчикам поражение в битве при Ариции. Дионисий Галикарнасский, рассказывающий об этом сражении, не упоминает при этом Октавия.
Под 501 годом до н. э. Ливий помещает сообщение о том, что Октавий Мамилий образовал против Рима лигу из 30 латинских городов. Дионисий добавляет живописных подробностей. По его словам, латинские представители собрались на совещание в Ферентинской роще близ Ариции, чтобы обсудить положение в связи с римской агрессией. На это собрание прибыл римский посол Марк Валерий Волуз, убеждавший латинов не начинать военных действий. В ответ Мамилий выступил с длинной речью против Рима и добился создания коалиции, а сам получил диктаторские полномочия.
Решительное сражение в ходе начавшейся Первой Латинской войны произошло в 499 или 496 до н. э. у Регилльского озера. По словам Дионисия, Октавий Мамилий командовал правым крылом латинов, схватившимся с левым флангом римлян, во главе которого стоял начальник конницы Тит Эбуций Гельва. В поединке с Эбуцием Мамилий был ранен копьем в грудь, но через некоторое время вернулся в строй и отбросил римлян. В бою погиб Марк Валерий, принявший командование вместо Эбуция. Легат Тит Герминий Аквилин остановил бегущих римлян и повел их в новую атаку на войско Мамилия. Герминий собственноручно поразил этого «величайшего и мужественнейшего из живших тогда мужей», после чего латинское войско, потеряв предводителя, обратилось в бегство.